# Ski Classics 2021
Die Visma Ski Classics 2021 waren die 11. Austragung der Wettkampfserie im Skilanglauf. Sie umfasste acht Skimarathons im Massenstart, die in klassischer Technik ausgetragen wurden. Die Serie begann am 16. Januar 2021 mit dem La Diagonela und endete am 27. März 2021 mit dem Skimarathon Årefjällsloppet in Schweden. Die Gesamtwertung bei den Männern gewann der Schwede Emil Persson. Bei den Frauen wurde Lina Korsgren Erste, die sechs der acht Rennen gewann.

## Männer

### Ergebnisse
| 1.Ski Classics in Zuoz – La Diagonela | 1.Ski Classics in Zuoz – La Diagonela | 1.Ski Classics in Zuoz – La Diagonela | 1.Ski Classics in Zuoz – La Diagonela | 1.Ski Classics in Zuoz – La Diagonela |
| ------------------------------------- | ------------------------------------- | ------------------------------------- | ------------------------------------- | ------------------------------------- |
| Datum                                 | Disziplin                             | Erster Platz                          | Zweiter Platz                         | Dritter Platz                         |
| 16. Januar 2021                       | 60 km klassisch                       | Oskar Kardin                          | Andreas Nygaard                       | Petter Eliassen                       |

| 2. Ski Classics in Toblach nach Cortina d’Ampezzo – Toblach–Cortina | 2. Ski Classics in Toblach nach Cortina d’Ampezzo – Toblach–Cortina | 2. Ski Classics in Toblach nach Cortina d’Ampezzo – Toblach–Cortina | 2. Ski Classics in Toblach nach Cortina d’Ampezzo – Toblach–Cortina | 2. Ski Classics in Toblach nach Cortina d’Ampezzo – Toblach–Cortina |
| ------------------------------------------------------------------- | ------------------------------------------------------------------- | ------------------------------------------------------------------- | ------------------------------------------------------------------- | ------------------------------------------------------------------- |
| Datum                                                               | Disziplin                                                           | Erster Platz                                                        | Zweiter Platz                                                       | Dritter Platz                                                       |
| 24. Januar 2021                                                     | 42 km klassisch                                                     | Jermil Wokujew                                                      | Oskar Kardin                                                        | Emil Persson                                                        |

| 3. Ski Classics im Val di Fiemme und Val di Fassa – Marcialonga | 3. Ski Classics im Val di Fiemme und Val di Fassa – Marcialonga | 3. Ski Classics im Val di Fiemme und Val di Fassa – Marcialonga | 3. Ski Classics im Val di Fiemme und Val di Fassa – Marcialonga | 3. Ski Classics im Val di Fiemme und Val di Fassa – Marcialonga |
| --------------------------------------------------------------- | --------------------------------------------------------------- | --------------------------------------------------------------- | --------------------------------------------------------------- | --------------------------------------------------------------- |
| Datum                                                           | Disziplin                                                       | Erster Platz                                                    | Zweiter Platz                                                   | Dritter Platz                                                   |
| 31. Januar 2021                                                 | 70 km klassisch                                                 | Emil Persson                                                    | Tord Asle Gjerdalen                                             | Jermil Wokujew                                                  |

| 4. Ski Classics von Bedřichov – Isergebirgslauf | 4. Ski Classics von Bedřichov – Isergebirgslauf | 4. Ski Classics von Bedřichov – Isergebirgslauf | 4. Ski Classics von Bedřichov – Isergebirgslauf | 4. Ski Classics von Bedřichov – Isergebirgslauf |
| ----------------------------------------------- | ----------------------------------------------- | ----------------------------------------------- | ----------------------------------------------- | ----------------------------------------------- |
| Datum                                           | Disziplin                                       | Erster Platz                                    | Zweiter Platz                                   | Dritter Platz                                   |
| 14. Februar 2021                                | 50 km klassisch                                 | Emil Persson                                    | Tord Asle Gjerdalen                             | Jermil Wokujew                                  |

| 5. Ski Classics von Sälen nach Mora – Wasalauf | 5. Ski Classics von Sälen nach Mora – Wasalauf | 5. Ski Classics von Sälen nach Mora – Wasalauf | 5. Ski Classics von Sälen nach Mora – Wasalauf | 5. Ski Classics von Sälen nach Mora – Wasalauf |
| ---------------------------------------------- | ---------------------------------------------- | ---------------------------------------------- | ---------------------------------------------- | ---------------------------------------------- |
| Datum                                          | Disziplin                                      | Erster Platz                                   | Zweiter Platz                                  | Dritter Platz                                  |
| 7. März 2021                                   | 90 km klassisch                                | Tord Asle Gjerdalen                            | Anton Karlsson                                 | Jermil Wokujew                                 |

| 6. Ski Classics in Vålådalen – Vålådalsrennet (Ersatz für das Birkebeinerrennet) | 6. Ski Classics in Vålådalen – Vålådalsrennet (Ersatz für das Birkebeinerrennet) | 6. Ski Classics in Vålådalen – Vålådalsrennet (Ersatz für das Birkebeinerrennet) | 6. Ski Classics in Vålådalen – Vålådalsrennet (Ersatz für das Birkebeinerrennet) | 6. Ski Classics in Vålådalen – Vålådalsrennet (Ersatz für das Birkebeinerrennet) |
| -------------------------------------------------------------------------------- | -------------------------------------------------------------------------------- | -------------------------------------------------------------------------------- | -------------------------------------------------------------------------------- | -------------------------------------------------------------------------------- |
| Datum                                                                            | Disziplin                                                                        | Erster Platz                                                                     | Zweiter Platz                                                                    | Dritter Platz                                                                    |
| 20. März 2021                                                                    | 54 km klassisch                                                                  | Emil Persson                                                                     | Andreas Nygaard                                                                  | Oskar Kardin                                                                     |

| 7. Ski Classics von Vålådalen – Tåssåsen Criterium (Ersatz für das Ylläs–Levi) | 7. Ski Classics von Vålådalen – Tåssåsen Criterium (Ersatz für das Ylläs–Levi) | 7. Ski Classics von Vålådalen – Tåssåsen Criterium (Ersatz für das Ylläs–Levi) | 7. Ski Classics von Vålådalen – Tåssåsen Criterium (Ersatz für das Ylläs–Levi) | 7. Ski Classics von Vålådalen – Tåssåsen Criterium (Ersatz für das Ylläs–Levi) |
| ------------------------------------------------------------------------------ | ------------------------------------------------------------------------------ | ------------------------------------------------------------------------------ | ------------------------------------------------------------------------------ | ------------------------------------------------------------------------------ |
| Datum                                                                          | Disziplin                                                                      | Erster Platz                                                                   | Zweiter Platz                                                                  | Dritter Platz                                                                  |
| 21. März 2021                                                                  | 54 km klassisch                                                                | Emil Persson                                                                   | Morten Eide Pedersen                                                           | Johan Hoel                                                                     |

| 8. Ski Classics von Vålådalen nach Åre – Årefjällsloppet | 8. Ski Classics von Vålådalen nach Åre – Årefjällsloppet | 8. Ski Classics von Vålådalen nach Åre – Årefjällsloppet | 8. Ski Classics von Vålådalen nach Åre – Årefjällsloppet | 8. Ski Classics von Vålådalen nach Åre – Årefjällsloppet |
| -------------------------------------------------------- | -------------------------------------------------------- | -------------------------------------------------------- | -------------------------------------------------------- | -------------------------------------------------------- |
| Datum                                                    | Disziplin                                                | Erster Platz                                             | Zweiter Platz                                            | Dritter Platz                                            |
| 27. März 2021                                            | 100 km klassisch                                         | Andreas Nygaard                                          | Stian Hoelgaard                                          | Ari Luusua                                               |

| 9. Ski Classics in Bardufoss – Reistadløpet | 9. Ski Classics in Bardufoss – Reistadløpet | 9. Ski Classics in Bardufoss – Reistadløpet         | 9. Ski Classics in Bardufoss – Reistadløpet         | 9. Ski Classics in Bardufoss – Reistadløpet         |
| ------------------------------------------- | ------------------------------------------- | --------------------------------------------------- | --------------------------------------------------- | --------------------------------------------------- |
| Datum                                       | Disziplin                                   | Erster Platz                                        | Zweiter Platz                                       | Dritter Platz                                       |
| 10. April 2021                              | 50 km klassisch                             | Wettkämpfe aufgrund der COVID-19-Pandemie abgesagt. | Wettkämpfe aufgrund der COVID-19-Pandemie abgesagt. | Wettkämpfe aufgrund der COVID-19-Pandemie abgesagt. |

### Gesamtwertung
| |                      |        |
| \| Rang \| Name \| Punkte \| \| ---- \| -------------------- \| ------ \| \| 1. \| Emil Persson \| 1540 \| \| 2. \| Tord Asle Gjerdalen \| 1302 \| \| 3. \| Oskar Kardin \| 1095 \| \| 4. \| Jermil Wokujew \| 900 \| \| 5. \| Morten Eide Pedersen \| 809 \| \| 6. \| Anton Karlsson \| 730 \| \| 7. \| Andreas Nygaard \| 664 \| \| 8. \| Ari Luusua \| 663 \| \| 9. \| Maxim Wylegschanin \| 640 \| \| 10. \| Petter Eliassen \| 602 \| |                      |        |
| Rang | Name                 | Punkte |
| 1. | Emil Persson         | 1540   |
| 2. | Tord Asle Gjerdalen  | 1302   |
| 3. | Oskar Kardin         | 1095   |
| 4. | Jermil Wokujew       | 900    |
| 5. | Morten Eide Pedersen | 809    |
| 6. | Anton Karlsson       | 730    |
| 7. | Andreas Nygaard      | 664    |
| 8. | Ari Luusua           | 663    |
| 9. | Maxim Wylegschanin   | 640    |
| 10. | Petter Eliassen      | 602    |

## Frauen

### Ergebnisse
| 1.Ski Classics in Zuoz – La Diagonela | 1.Ski Classics in Zuoz – La Diagonela | 1.Ski Classics in Zuoz – La Diagonela | 1.Ski Classics in Zuoz – La Diagonela | 1.Ski Classics in Zuoz – La Diagonela |
| ------------------------------------- | ------------------------------------- | ------------------------------------- | ------------------------------------- | ------------------------------------- |
| Datum                                 | Disziplin                             | Erster Platz                          | Zweiter Platz                         | Dritter Platz                         |
| 16. Januar 2021                       | 60 km klassisch                       | Jenny Larsson                         | Lina Korsgren                         | Emilie Fleten                         |

| 2. Ski Classics in Toblach nach Cortina d’Ampezzo – Toblach–Cortina | 2. Ski Classics in Toblach nach Cortina d’Ampezzo – Toblach–Cortina | 2. Ski Classics in Toblach nach Cortina d’Ampezzo – Toblach–Cortina | 2. Ski Classics in Toblach nach Cortina d’Ampezzo – Toblach–Cortina | 2. Ski Classics in Toblach nach Cortina d’Ampezzo – Toblach–Cortina |
| ------------------------------------------------------------------- | ------------------------------------------------------------------- | ------------------------------------------------------------------- | ------------------------------------------------------------------- | ------------------------------------------------------------------- |
| Datum                                                               | Disziplin                                                           | Erster Platz                                                        | Zweiter Platz                                                       | Dritter Platz                                                       |
| 24. Januar 2021                                                     | 42 km klassisch                                                     | Lina Korsgren                                                       | Ida Dahl                                                            | Emilie Fleten                                                       |

| 3. Ski Classics im Val di Fiemme und Val di Fassa – Marcialonga | 3. Ski Classics im Val di Fiemme und Val di Fassa – Marcialonga | 3. Ski Classics im Val di Fiemme und Val di Fassa – Marcialonga | 3. Ski Classics im Val di Fiemme und Val di Fassa – Marcialonga | 3. Ski Classics im Val di Fiemme und Val di Fassa – Marcialonga |
| --------------------------------------------------------------- | --------------------------------------------------------------- | --------------------------------------------------------------- | --------------------------------------------------------------- | --------------------------------------------------------------- |
| Datum                                                           | Disziplin                                                       | Erster Platz                                                    | Zweiter Platz                                                   | Dritter Platz                                                   |
| 31. Januar 2021                                                 | 70 km klassisch                                                 | Lina Korsgren                                                   | Emilie Fleten                                                   | Ida Dahl                                                        |

| 4. Ski Classics von Bedřichov – Isergebirgslauf | 4. Ski Classics von Bedřichov – Isergebirgslauf | 4. Ski Classics von Bedřichov – Isergebirgslauf | 4. Ski Classics von Bedřichov – Isergebirgslauf | 4. Ski Classics von Bedřichov – Isergebirgslauf |
| ----------------------------------------------- | ----------------------------------------------- | ----------------------------------------------- | ----------------------------------------------- | ----------------------------------------------- |
| Datum                                           | Disziplin                                       | Erster Platz                                    | Zweiter Platz                                   | Dritter Platz                                   |
| 14. Februar 2021                                | 50 km klassisch                                 | Lina Korsgren                                   | Ida Dahl                                        | Kateřina Smutná                                 |

| 5. Ski Classics von Sälen nach Mora – Wasalauf | 5. Ski Classics von Sälen nach Mora – Wasalauf | 5. Ski Classics von Sälen nach Mora – Wasalauf | 5. Ski Classics von Sälen nach Mora – Wasalauf | 5. Ski Classics von Sälen nach Mora – Wasalauf |
| ---------------------------------------------- | ---------------------------------------------- | ---------------------------------------------- | ---------------------------------------------- | ---------------------------------------------- |
| Datum                                          | Disziplin                                      | Erster Platz                                   | Zweiter Platz                                  | Dritter Platz                                  |
| 7. März 2021                                   | 90 km klassisch                                | Lina Korsgren                                  | Marit Bjørgen                                  | Ida Dahl                                       |

| 6. Ski Classics von Vålådalen – Vålådalsrennet (Ersatz für das Birkebeinerrennet) | 6. Ski Classics von Vålådalen – Vålådalsrennet (Ersatz für das Birkebeinerrennet) | 6. Ski Classics von Vålådalen – Vålådalsrennet (Ersatz für das Birkebeinerrennet) | 6. Ski Classics von Vålådalen – Vålådalsrennet (Ersatz für das Birkebeinerrennet) | 6. Ski Classics von Vålådalen – Vålådalsrennet (Ersatz für das Birkebeinerrennet) |
| --------------------------------------------------------------------------------- | --------------------------------------------------------------------------------- | --------------------------------------------------------------------------------- | --------------------------------------------------------------------------------- | --------------------------------------------------------------------------------- |
| Datum                                                                             | Disziplin                                                                         | Erster Platz                                                                      | Zweiter Platz                                                                     | Dritter Platz                                                                     |
| 20. März 2021                                                                     | 54 km klassisch                                                                   | Ebba Andersson                                                                    | Emilie Fleten                                                                     | Lina Korsgren                                                                     |

| 7. Ski Classics von Vålådalen – Tåssåsen Criterium (Ersatz für das Ylläs–Levi) | 7. Ski Classics von Vålådalen – Tåssåsen Criterium (Ersatz für das Ylläs–Levi) | 7. Ski Classics von Vålådalen – Tåssåsen Criterium (Ersatz für das Ylläs–Levi) | 7. Ski Classics von Vålådalen – Tåssåsen Criterium (Ersatz für das Ylläs–Levi) | 7. Ski Classics von Vålådalen – Tåssåsen Criterium (Ersatz für das Ylläs–Levi) |
| ------------------------------------------------------------------------------ | ------------------------------------------------------------------------------ | ------------------------------------------------------------------------------ | ------------------------------------------------------------------------------ | ------------------------------------------------------------------------------ |
| Datum                                                                          | Disziplin                                                                      | Erster Platz                                                                   | Zweiter Platz                                                                  | Dritter Platz                                                                  |
| 21. März 2021                                                                  | 54 km klassisch                                                                | Lina Korsgren                                                                  | Emilie Fleten                                                                  | Ida Dahl                                                                       |

| 8. Ski Classics von Vålådalen nach Åre – Årefjällsloppet | 8. Ski Classics von Vålådalen nach Åre – Årefjällsloppet | 8. Ski Classics von Vålådalen nach Åre – Årefjällsloppet | 8. Ski Classics von Vålådalen nach Åre – Årefjällsloppet | 8. Ski Classics von Vålådalen nach Åre – Årefjällsloppet |
| -------------------------------------------------------- | -------------------------------------------------------- | -------------------------------------------------------- | -------------------------------------------------------- | -------------------------------------------------------- |
| Datum                                                    | Disziplin                                                | Erster Platz                                             | Zweiter Platz                                            | Dritter Platz                                            |
| 27. März 2021                                            | 100 km klassisch                                         | Lina Korsgren                                            | Emilie Fleten                                            | Thea Krokan Murud                                        |

| 9. Ski Classics in Bardufoss – Reistadløpet | 9. Ski Classics in Bardufoss – Reistadløpet | 9. Ski Classics in Bardufoss – Reistadløpet         | 9. Ski Classics in Bardufoss – Reistadløpet         | 9. Ski Classics in Bardufoss – Reistadløpet         |
| ------------------------------------------- | ------------------------------------------- | --------------------------------------------------- | --------------------------------------------------- | --------------------------------------------------- |
| Datum                                       | Disziplin                                   | Erster Platz                                        | Zweiter Platz                                       | Dritter Platz                                       |
| 10. April 2021                              | 50 km klassisch                             | Wettkämpfe aufgrund der COVID-19-Pandemie abgesagt. | Wettkämpfe aufgrund der COVID-19-Pandemie abgesagt. | Wettkämpfe aufgrund der COVID-19-Pandemie abgesagt. |

### Gesamtwertung
| |                          |        |
| \| Rang \| Name \| Punkte \| \| ---- \| ------------------------ \| ------ \| \| 1. \| Lina Korsgren \| 1820 \| \| 2. \| Ida Dahl \| 1330 \| \| 3. \| Emilie Fleten \| 1295 \| \| 4. \| Kateřina Smutná \| 850 \| \| 5. \| Elin Mohlin \| 771 \| \| 6. \| Jenny Larsson \| 760 \| \| 7. \| Roxane Lacroix \| 741 \| \| 8. \| Sofie Elebro \| 730 \| \| 9. \| Britta Johansson Norgren \| 525 \| \| 10. \| Heli Heiskanen \| 476 \| |                          |        |
| Rang | Name                     | Punkte |
| 1. | Lina Korsgren            | 1820   |
| 2. | Ida Dahl                 | 1330   |
| 3. | Emilie Fleten            | 1295   |
| 4. | Kateřina Smutná          | 850    |
| 5. | Elin Mohlin              | 771    |
| 6. | Jenny Larsson            | 760    |
| 7. | Roxane Lacroix           | 741    |
| 8. | Sofie Elebro             | 730    |
| 9. | Britta Johansson Norgren | 525    |
| 10. | Heli Heiskanen           | 476    |